# 德勒耶
德勒耶（法語：Dreuilhe，法語發音：[dʁœj]）是法国阿列日省的一个市镇，位于该省东部，属于富瓦区。

## 地理
德勒耶（42°56'49"N, 1°51'35"E）面积6.93 平方千米，位于法国奧克西塔尼大區阿列日省，该省份为法国西南部内陆省份，西部和北部与上加龙省接壤，东临奥德省，东南至东比利牛斯省接壤，南与安道尔和西班牙接壤。
与德勒耶接壤的市镇（或旧市镇、城区）包括：埃尔斯河畔拉巴斯蒂德、拉罗克多尔姆、拉沃拉内、莱斯帕鲁、圣让代格维沃、莱吉永。

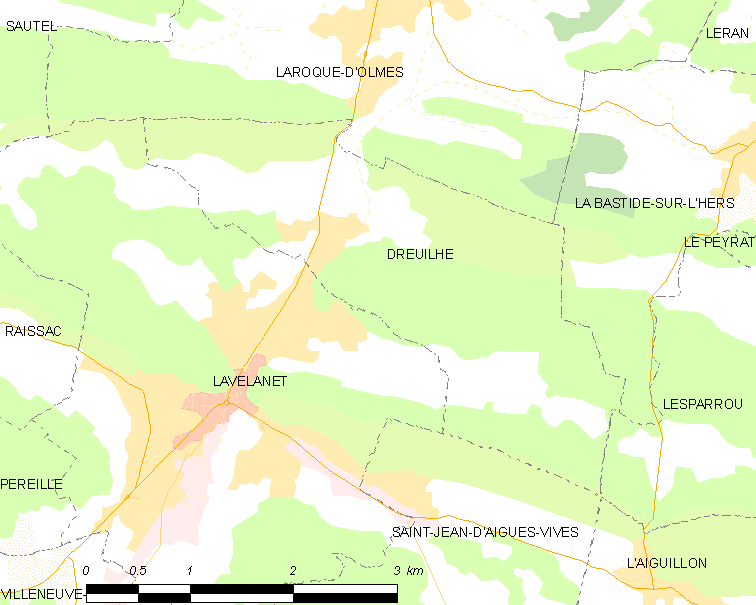
德勒耶的OSM定位图

德勒耶的时区为UTC+01:00、UTC+02:00（夏令时）。

## 行政
德勒耶的邮政编码为09300，INSEE市镇编码为09106。

## 政治
德勒耶所属的省级选区为奥尔姆地区县。

## 人口

1962-2008年间德勒耶人口变化图示

德勒耶于2022年1月1日时的人口数量为363人。